# 叶头风毛菊
叶头风毛菊（学名：Saussurea peguensis）为菊科风毛菊属的植物。分布在缅甸、泰国以及中国大陆的贵州、云南等地，生长于海拔1,200米至1,500米的地区，多生长在林下及山间平坝，目前尚未由人工引种栽培。